# Lourdes Munguía
Lourdes María Guadalupe Munguía Gasque (Ciudad de México; 12 de diciembre de 1960), más conocida artísticamente Lourdes Munguía es una actriz de cine, actriz de teatro, actriz de televisión, playmate de Playboy revista para adultos mexicana.
Inició su carrera a finales de la década de los 70, en 1978 participó y obtuvo el 2.º lugar como Señorita Distrito Federal y en el cine participó en la película Amor a la mexicana en 1979. La primera telenovela en la que participó fue Gabriel y Gabriela en 1982. Desde entonces ha participado en una larga lista de telenovelas, entre las que se encuentran Muchachita, Destino, Pueblo chico, infierno grande, El privilegio de amar, Así son ellas, Amar otra vez, Heridas de amor , Cuando me enamoro y Por amar sin ley (primera y segunda temporada).
También ha participado en cintas como Los camaroneros, ¿Cómo fui a enamorarme de ti? e Inesperado amor.
En 2013  participó en la telenovela Mentir para vivir, producida por Rosy Ocampo como antagonista.
En 2014 protagonizó Qué rico mambo, producida por Eduardo Paz.
En julio de 2022, se anunció su participación en la obra de teatro Busco al hombre de mi vida..., del género comedia, dirigida por Antonio Escobar Núñez, basada en el best-seller de Daniela DiSegni, adaptada por Andrés Tulipano.

## Filmografía

### Cine
- Peligro mortal (2011) - Fiscal Luisa Castro
- Juegos inocentes (2009) - Claudia
- Romeo y Lorenza (2008) - Doña Manuela
- Lágrimas de cristal (2007) - Julia Granados
- Inesperado amor (1999)
- Sonora y sus ojos negros (1999)
- Me tengo que casar/Papá soltero (1995)
- ¿Cómo fui a enamorarme de ti? (1990) - Chica de rojo (ella misma)
- Pero sigo siendo el rey (1988)
- Los camaroneros (1988)
- Persecución muy, muy caliente (1987) - María
- Ratas de la ciudad (1986)
- La muerte del palomo (1981)
- Como perros rabiosos (1980)
- Amor a la mexicana (1979)

### Telenovelas
- Nadie como tú (2023-2024) - Diana
- Vencer el pasado (2021) - Yoali Martínez «La Hermana Caridad»
- Por amar sin ley (2018-2019) - Lourdes Magaña
- Que te perdone Dios (2015) - Isabel Muñoz
- Muchacha italiana viene a casarse (2014-2015) - Joaquina Sánchez Árias[3]
- Mentir para vivir (2013) -  Lilia " Lila" Martín De Sánchez Fernández[4]
- Abismo de pasión (2012) - Carolina "Carito" Meraz
- Por ella soy Eva (2012) - Amante de Juan Carlos
- Cuando me enamoro (2010-2011) - Constanza Monterrubio de Sánchez
- Hasta que el dinero nos separe (2010) - Laura Fernández del Villar "La Burguesa"
- Atrévete a soñar (2009) - Lucía
- Verano de amor (2009) - Violeta Palma
- Mañana es para siempre (2008-2009) - Dolores "Dolly" de Astorga #1
- Fuego en la sangre (2008) - María Libia Reyes de Robles
- Amar sin límites (2006-2007) - Emilia
- Heridas de amor (2006) - Daira Lemans
- La esposa virgen (2005) - Aída Palacios
- La madrastra (2005) - Lourdes
- Amar otra vez (2003-2004) - Estela Bustamante de Montero
- Así son ellas (2002) - Irene Molet de Villaseñor
- Aventuras en el tiempo (2001) - Rosalba
- Por un beso (2000-2001) - Prudencia Aguilar
- Rayito de luz (2000) - Lucia, Mamá de Rayito
- DKDA Sueños de juventud (2000) - Paula Insuaín
- Por tu amor (1999) - Alma Ledezma de Higueras / Mayra Rivas
- El privilegio de amar (1998-1999) - Ofelia Beltrán
- Pueblo chico, infierno grande (1997) - Altagracia "La Cheraneca"
- Tú y yo (1996-1997) - Alejandra
- Agujetas de color de rosa (1994-1995) - Fabiola
- Destino (1990) - Cecilia Jiménez
- Muchachita (1985-1986) - Rosa Sánchez
- Te amo (1984) - Verónica
- Eclipse (1984) - Lourdes
- Un solo corazón (1983) - Helena
- Gabriel y Gabriela (1982) - Dora

### Series
- Relatos Macabrones (2020) - Reyna
- Nueva vida (2013)
- Como dice el dicho (2011-2016) - Luisa / Gaby
- Adictos (2009) - Yocasta
- La rosa de Guadalupe (2008-2014) - Yadira / Fernanda / Irasema
- Big Brother (2004) - Participante
- La Hora Pico (2001) - Paloma
- Mujer, casos de la vida real (1999-2005) - Malena
- ¿Qué nos pasa? (1998)
- Y sin embargo se mueve (1994)
- Papá soltero (1988) - Paulina
- Chespirito (1985) - Actriz invitada

### Teatro
- Qué rico mambo (2014) - Rebeca Monteros